# Papa João IV
O Papa João IV (latim: Ioannes IV; morreu em 12 de outubro de 642) foi o 72º bispo de Roma de  24 de Dezembro de 640 até sua morte. Sua eleição ocorreu após uma vacância de quatro meses. Ele escreveu ao clero da Irlanda e da Escócia para contar-lhes os erros que estavam cometendo em relação à época de guardar a Páscoa e condenou o monotelismo como heresia.

## Início
O Papa João era natural de Iadera, Dalmácia. Ele era filho do escolástico (advogado) Venantius. Na época de sua eleição, ele era arquidiácono da Igreja Romana, um papel importante no governo da Sé. João era considerado "um homem muito culto". Como a consagração de João em 24 de dezembro de 640 ocorreu logo após sua eleição, supõe-se que as eleições foram confirmadas pelo exarca de Ravena, e não diretamente pelo imperador em Constantinopla.

## Papado
Embora ainda apenas papa eleito, João, com os outros bispos da Igreja Católica, escreveu ao clero da Irlanda e da Escócia para contar-lhes os erros que estavam cometendo em relação ao tempo de guardar a Páscoa, e exortá-los a continuar sua guarda contra a heresia pelagiana. Quase ao mesmo tempo, ele condenou o monotelismo como heresia. O imperador Heráclio imediatamente renegou o documento monotelita conhecido como "Ectese". Ao filho de Heráclio, Constantino III, João dirigiu seu pedido de desculpas ao Papa Honório I, em que ele desaprovou a tentativa de conectar o nome de Honório com o monotelismo. Honório, declarou ele, ao falar de uma vontade em Jesus, pretendia apenas afirmar que não havia duas vontades contrárias Nele.
Problemas em sua terra natal causados por invasões de eslavos chamaram a atenção de João para lá. Para aliviar a aflição dos habitantes, João enviou o abade Martinho à Dalmácia e à Ístria com grandes somas de dinheiro para a redenção dos cativos. Como as igrejas em ruínas não puderam ser reconstruídas, as relíquias de alguns dos santos dálmatas mais importantes foram levadas para Roma. João então ergueu um oratório em sua homenagem. Foi adornado pelo papa com mosaicos representando o próprio João segurando em suas mãos um modelo de sua oratória. João se esforçou assim para converter os eslavos da Dalmácia e da Ístria ao cristianismo. Imperador Constantino Porfirogênio afirmou que o duque Porga da Croácia, que tinha sido convidado para a Dalmácia por Heráclio, enviou ao imperador Heráclio para professores cristãos. Supõe-se que o imperador a quem esta mensagem foi enviada foi o próprio imperador Heráclio, e que ele a enviou ao Papa João IV.
João foi sepultado na Basílica de São Pedro.